# Albert Onyembo Lomandjo
Albert Onyembo Lomandjo CSSp (ur. 6 lipca 1931 w Kindu, zm. 11 stycznia 2016 w Ottignies-Louvain-la-Neuve) – kongijski duchowny katolicki, duchacz, biskup diecezjalny Kindu 1966-1978.

## Życiorys
Święcenia kapłańskie otrzymał 27 lipca 1958.
17 maja 1966 papież Paweł VI mianował go biskupem diecezjalnym Kindu. 11 grudnia tego samego roku z rąk arcybiskupa Émile Maury'ego przyjął sakrę biskupią. 17 stycznia 1978 na ręce papieża Pawła VI złożył rezygnację z zajmowanej funkcji.
Zmarł 11 stycznia 2016.